# Brynjulf Bergslien

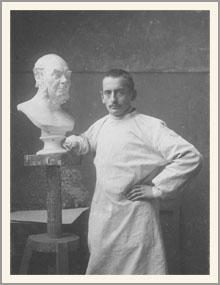
Brynjulf Bergslien

Brynjulf Larsen Bergslien oder Brunjulf Bergslien (* 12. November 1830 in Voss; † 18. September 1898 in Oslo) war ein norwegischer Bildhauer.

## Leben
Bergslien war ein Sohn einer eher ärmlichen Bauernfamilie. Sein Vater war Lars Bergeson Bergslien. Durch seine Mutter Kirsten Knutsdotter (geborene Gjelle) kam eine seit Generationen gepflegte künstlerische Begabung in die Familie. Er ist der jüngere Bruder des Malers Knud Bergslien (1827–1908) und Onkel des Malers Niels Nilsen Bergslien (1853–1928).
Sein Onkel mütterlicherseits hieß Odd Gjelle und war ein geschickter Stempelschneider. Er wurde Bergsliens erster Lehrer. Er wurde 1846 zunächst zu einem Optiker in Bergen in die Lehre gegeben, aber er wollte lieber Ziseleur und Graveur werden, so dass er zu einem Graveur wechselte. Er kam 1848 nach Kristiania (Oslo), wo er nach einiger Zeit eine Anstellung in einer Werkstatt des Hofjuweliers und Goldschmieds Jacob Ulrich Holfeldt Tostrup fand, von dem er später auch eine Büste anfertigte. Ausgestattet mit einem Handwerkerstipendium ging er im Januar 1852 nach Kopenhagen. Hier wurde er insbesondere durch das Thorvaldsen-Museum beeindruckt. Nachdem er eine Reise nach Berlin unternommen hatte, kehrte er 1853 nach Kopenhagen zurück, wo er mit Hilfe seines Landsmanns, des Bildhauers Erik Glosimodt, bei dem Medailleur Harald Conradsen eine Anstellung als Modelleur und Graveur erhielt und bis 1861 blieb.
Aber Bergslien wollte eigentlich Bildhauer werden. Ab 1853 konnte er mit einem Künstlerstipendium die beiden obersten Klassen der Akademie absolvieren und erhielt seine künstlerische Ausbildung zunächst im Atelier von Jens Adolf Jerichau. Er führte eine Reihe dekorativer Arbeiten für Graf Lerche auf Lerchendal auf Seeland aus. Von 1858 an war er im Atelier von Herman Wilhelm Bissen tätig. Unter dessen Aufsicht er vier der von Thorwaldsens hinterlassenen Arbeiten für das Museum in Marmor fertigte.
Im Jahr 1861 heiratete Bergslien Johanne Christine (geborene Tønnesen, 1842–1930), eine Tochter von Hans Christian Tønnesen und Rønnaug Kristine (geborene Tofte), und ließ sich in Kristiania nieder. Er erwarb ein Atelier und eine Wohnung im Rådhusgaten, wo er fast 40 Jahre lang seinen festen Arbeitsplatz hatte. Einige Jahre lebte er hauptsächlich vom Gravieren und Stanzen von Stempeln, mit einigen Aufträgen für Reliefs, Genrefiguren und Porträtbüsten. Dort lebte er mit seinem Künstlerstipendium bis 1869 in beschränkten Verhältnissen, da die Bildhauerei damals schlecht bezahlt wurde. 1864 unternahm er eine kurze Studienreise nach Rom.

## Reiterstandbild Karls XV.

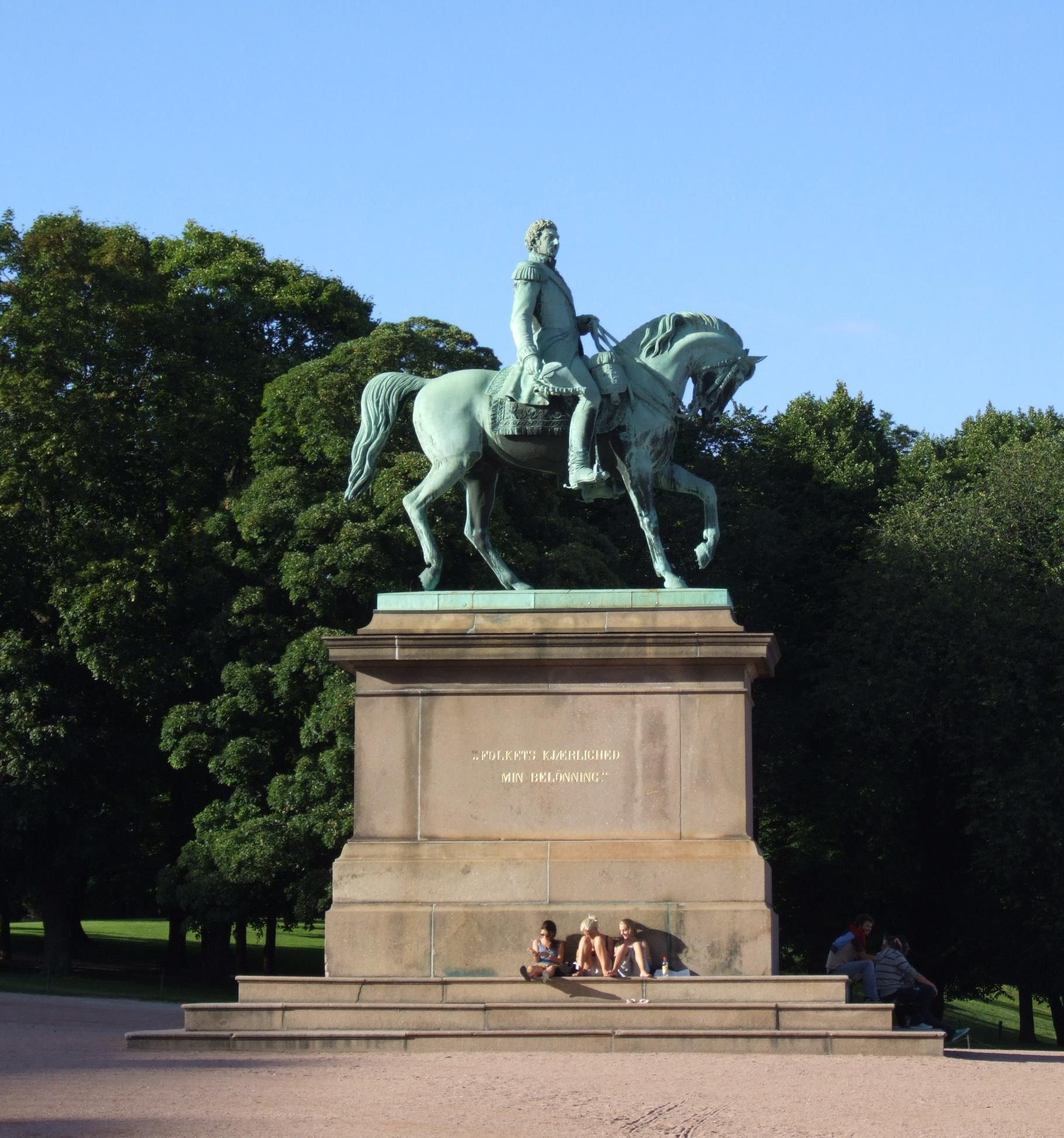
Brynjulf Bergsliens Reiterstandbild von Karl III. Johann vor dem Königspalast, Oslo

1868 konnte er mit seinem Entwurf für ein Reiterstandbild von Karl Johan bei einer Konkurrenz zwischen norwegischen und fremden Künstlern den Sieg erringen. Obwohl dem König der Entwurf des Schweden Johan Peter Molin mehr zusagte, entschied sich die Jury anders und Bergslien erhielt den Auftrag. An dem Wettbewerb hatte sich auch sein ehemaliger Lehrer Bissen beteiligt.
In den Jahren 1868 bis 1875 arbeitete er nun an der Statue, die zunächst in Kopenhagen in voller Größe in Gips modelliert und anschließend in mehreren Teilen in Bronze gegossen werden musste. Das Denkmal sollte ursprünglich vor dem Storting aufgestellt werden. König Oskar II. bestimmte jedoch, dass die Statue vor dem Palast stehen sollte. 1872 wurde sie fertiggestellt und am 7. September 1875 auf dem Slottsplassen (Schlossplatz, in Oslo) enthüllt. An diesem Tag waren viele Büros und Geschäfte geschlossen und die königliche Familie war mit einem großen Gefolge anwesend. Die Statue gilt als sein bedeutendstes Werk und war das erste Monument dieser Art in Norwegen.
Die Statue zeigt den König in der Uniform eines Marschalls. Er begrüßt das norwegische Volk und hält dabei die Uniformmütze in der gesenkten rechten Hand. Das Pferd ist einem Reiterstandbild (Bildlink zum Vergleich) Bissens nachempfunden, dass dieser 1856 von König Friedrich VII. in Kopenhagen angefertigt hatte.
Im Jahr der Enthüllung des Karl-Johan-Denkmals wurde Bergslien zum Ritter des Sankt-Olav-Ordens ernannt.

## Weitere Tätigkeit

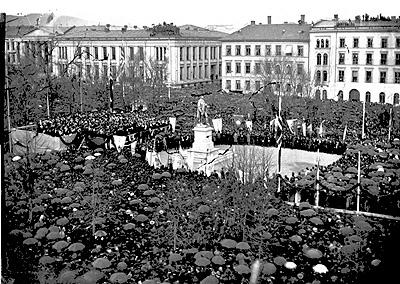
Enthüllung des Wergeland-Denkmals in Kristiania

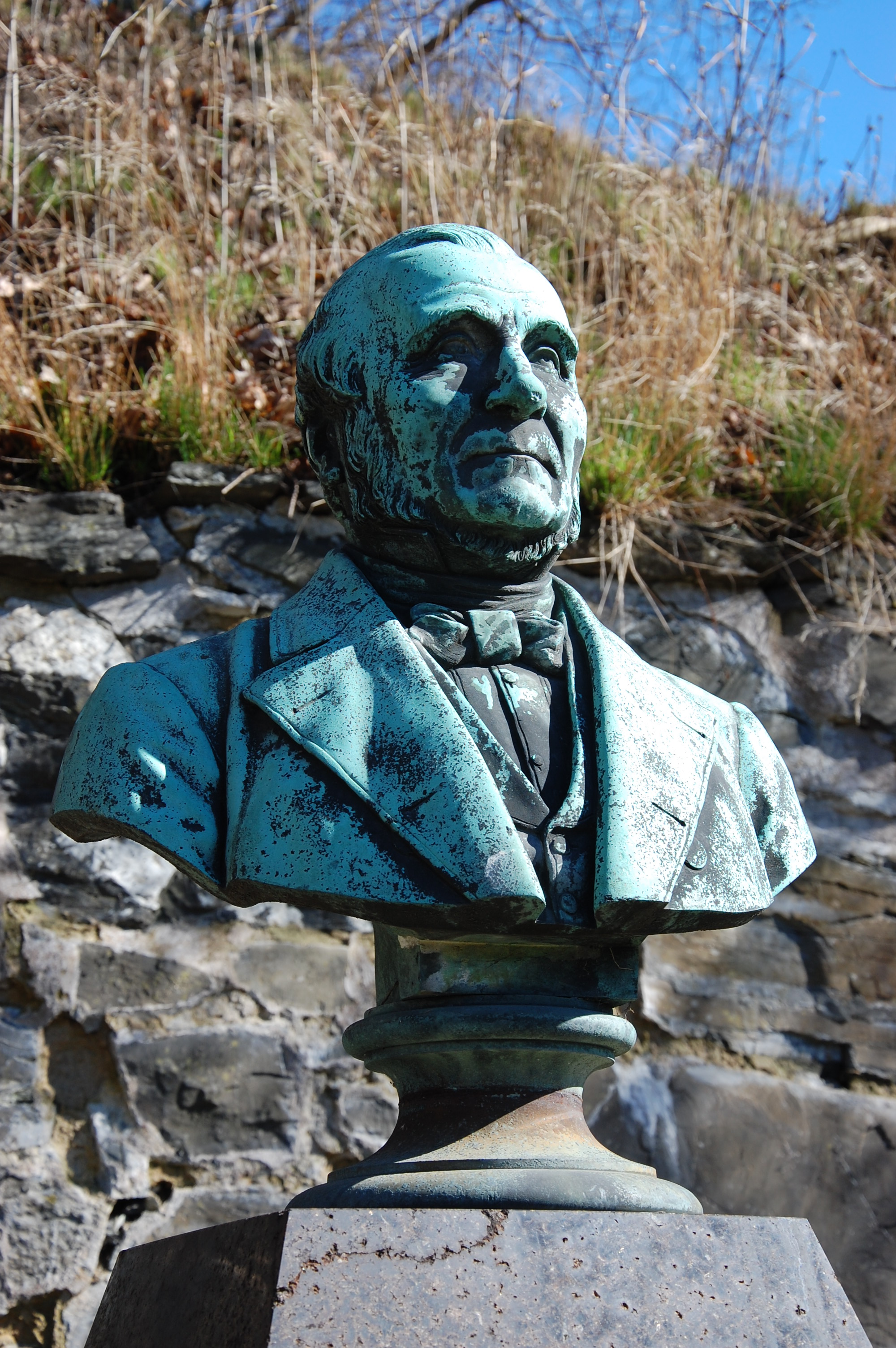
Jacob Ulrich Holfeldt Tostrup

Sein 1875 eingereichter Entwurf für eine Statue von König Christian IV. erhielt zwar ebenfalls den ersten Preis bei der Ausschreibung, kam jedoch nicht zur Ausführung. Der Entwurf zeigte den König, der mit seinem Stock auf die neue Stadt Christiania zeigt. Er führte jedoch zu nationalen politischen Meinungsverschiedenheiten, so dass Carl Ludvig Jacobsens (1835–1923) Entwurf den Zuschlag erhielt.
1877 wurde ihm ohne vorherige Ausschreibung die Ausführung des Bronzestandbilds des Dichters Henrik Wergeland übertragen, das am 17. Mai 1881 auf dem Eidsvolls plass in Kristiania enthüllt wurde. Nach 1880 ging Bergslien von Skulpturen zu Büsten in einem detaillierteren und illusionistischeren Stil des Naturalismus über.
In den 1880er und 1890er Jahren fertigte Bergslien zahlreiche Skulpturen und zahlreiche Büsten berühmter Männer darunter:
- 1891: Peter Christen Asbjørnsen in St. Hanshaugen in Oslo
- 1894: Johannes Brun auf dem Bankplassen (Bankplatz)
- Büsten von Bjørnstjerne Bjørnson, Henrik Ibsen, Ole Gabriel Ueland und Lyder Sagen (1777–1850)
- Figuren aus der nordischen Mythologie
- Genreskulpturen wie Sittende Pike und Gjeterguttens drøm

Bergslien war ein aktives Mitglied der Künstlervereinigung und Großmeister des Purpurneseordenen. Zwei seiner Schüler waren Wilhelm Robert Rasmussen (1879–1965) und von 1889 bis 1890 Gustav Vigeland, der vielleicht bedeutendste Bildhauer Norwegens. Er unterrichtete von 1896 bis zu seinem Tod auch an der Königlichen Kunstschule.
Er wurde auf dem Vår Frelsers Gravlund beigesetzt.